# NGC 4520
NGC 4520 (również IC 799 lub PGC 41748) – galaktyka eliptyczna (E-S0), znajdująca się w gwiazdozbiorze Panny. Odkrył ją William Herschel 23 marca 1789 roku.
W galaktyce tej zaobserwowano supernową SN 2000bk.